# Полонский, Евгений Фёдорович
Евгений Фёдорович Полонский (1924—1993) — советский военнослужащий. Участник Великой Отечественной войны. Герой Советского Союза (1945). Полковник.

## Биография
Евгений Фёдорович Полонский родился 25 октября 1924 года в селе Кузнечонки Псковского уезда Псковской губернии РСФСР СССР (ныне село Палкинского района Псковской области Российской Федерации) в крестьянской семье. Русский. В раннем детстве Евгений Фёдорович с родителями переехал в Ярославль. Здесь он окончил 10 классов школы № 37. В последние годы учёбы был секретарём школьной комсомольской организации.
В ряды Рабоче-крестьянской Красной Армии Е. Ф. Полонский был призван Резиновокомбинатовским райвоенкоматом города Ярославля в октябре 1941 года и направлен в Ленинградское военное инженерное училище, которое находилось в эвакуации в Костроме. По окончании училища в 1942 году Евгений Фёдорович участвовал в восстановлении разрушенной войной военной и гражданской инфраструктуры страны. В действующей армии лейтенант Е. Ф. Полонский с марта 1944 года в должности командира взвода понтонной роты 4-го моторизованного понтонно-мостового полка Западного, а с апреля 1944 года — 1-го Белорусского фронта. Летом 1944 года Евгений Фёдорович принимал участие в операции «Багратион» (Бобруйская, Минская и Люблин-Брестская операции), освобождении города Жлобин. В ходе Люблин-Брестской операции 1 августа 1944 года при форсировании реки Вислы в районе населённого пункта Тарнов лейтенант Полонский во время бомбёжки лично руководил разгрузкой и сборкой понтонов. Под сильным артиллерийским и миномётным огнём его взвод сумел за короткое время построить пристань для паромной переправы, благодаря чему на Магнушевский плацдарм были своевременно переправлены танки и тяжёлое вооружение.
В январе 1945 года лейтенант Е. Ф. Полонский участвовал во фронтовой Варшавско-Познанской наступательной операции — составной части Висло-Одерской операции, в ходе которой его взвод в условиях ночи под сильным огнём противника первым установил переправу через реку Пилицу, после чего оказал помощь другим взводам полка. В результате быстрых и слаженных действий понтонёров через реку были переправлены танки 2-й гвардейской танковой армии, что обеспечило высокие темпы наступления фронта. Во время операции мотострелковые подразделения захватили деревянный мост через реку Нетце. В ночь на 24 января 1945 года взвод лейтенанта Полонского, находясь в боевом охранении, отразил контратаку немцев, сохранив мост от разрушения. На заключительном этапе Висло-Одерской операции 4-й моторизованный понтонно-мостовой полк обеспечивал инженерное сопровождение 5-й ударной армии и сыграл важную роль в успехе боёв на Кюстринском плацдарме, возведя мост через реку Одер в районе населённого пункта Целлин.
Особо отличился лейтенант Е. Ф. Полонский перед началом Берлинской операции 14-16 апреля 1945 года. Для обеспечения переправы подразделений 47-й армии через Одер 4-му моторизованному понтонно-мостовому полку предстояло навести мосты в районе населённого пункта Альт-Блессин. Взвод лейтенанта Полонского получил задачу форсировать реку с комплектующими для сборки паромов и собрать несколько паромов на левом берегу, после чего начать наведение моста. Когда шесть паромов были собраны, понтонёры ввели их в линию моста, однако от разрыва снаряда один из паромов сорвало с якоря. Не раздумывая, Евгений Фёдорович бросился в ледяную воду, и схватив его за трос с помощью своих бойцов вернул паром на место. При наведении переправы лейтенант Полонский был тяжело ранен в голову, но выполнил поставленную боевую задачу. Победу он встретил в госпитале. Указом Президиума Верховного Совета СССР от 31 мая 1945 года лейтенанту Полонскому Евгению Фёдоровичу было присвоено звание Героя Советского Союза.
После окончания войны Евгений Фёдорович продолжил службу в инженерных войсках СССР, прошёл путь от лейтенанта до полковника. Окончил Военный институт иностранных языков в 1952 году и Военно-инженерную академию имени В. В. Куйбышева в 1961 году. Жил в Москве. Последние годы работал главным редактором в Управлении издательства военной и военно-технической литературы на иностранных языках. 29 марта 1993 года Евгений Фёдорович скончался. Похоронен на Миусском кладбище в Москве.

## Награды
- Медаль «Золотая Звезда» (31.05.1945);
- орден Ленина (31.05.1945);
- два ордена Отечественной войны 1-й степени (07.03.1945; 11.03.1985);
- орден Отечественной войны 2-й степени (03.02.1945);
- два ордена Красной Звезды (23.08.1944; 30.12.1956);
- орден «За службу Родине в Вооружённых Силах СССР 3-й степени»;
- медали.

## Память
- Имя Героя Советского Союза Е. Ф. Полонского увековечено на Аллее Героев в селе Палкино Псковской области Российской Федерации.

## Документы
- Общедоступный электронный банк документов «Подвиг Народа в Великой Отечественной войне 1941—1945 гг.» Дата обращения: 21 июля 2012. Архивировано из оригинала 13 марта 2012 года.

Представление к званию Героя Советского Союза. Дата обращения: 21 июля 2012. Архивировано 29 сентября 2012 года.
Орден Отечественной войны 2-й степени. Дата обращения: 21 июля 2012. Архивировано 29 сентября 2012 года.
Орден Отечественной войны 1-й степени (07.03.1945). Дата обращения: 21 июля 2012. Архивировано 29 сентября 2012 года.
Орден Красной Звезды (23.08.1944). Дата обращения: 21 июля 2012. Архивировано 29 сентября 2012 года.